# العلاقات الجزائرية البريطانية
العلاقات الجزائرية البريطانية هي العلاقات الثنائية التي تجمع بين الجزائر والمملكة المتحدة.

## مقارنة بين البلدين
هذه مقارنة عامة ومرجعية للدولتين:
| وجه المقارنة                                              | الجزائر                      | المملكة المتحدة                 |
| --------------------------------------------------------- | ---------------------------- | ------------------------------- |
| المساحة (كم2)                                             | 2.38 مليون                   | 242.50 ألف                      |
| عدد السكان (نسمة)                                         | 38.81 مليون                  | 66.02 مليون                     |
| الكثافة السكانية (ن./كم²)                                 | 16.31                        | 272.25                          |
| العاصمة                                                   | الجزائر                      | لندن                            |
| اللغة الرسمية                                             | اللغة العربية، لغات أمازيغية | لغة إنجليزية، اللغة الويلزية    |
| العملة                                                    | دينار جزائري                 | جنيه إسترليني                   |
| الناتج المحلي الإجمالي (بليون دولار)                      | 170.37 مليار                 | 2.62 تريليون                    |
| الناتج المحلي الإجمالي (تعادل القوة الشرائية) بليون دولار | 582.63 مليار                 | 2.72 تريليون                    |
| الناتج المحلي الإجمالي الاسمي للفرد دولار أمريكي          | 4.21 ألف                     | 43.88 ألف                       |
| الناتج المحلي الإجمالي للفرد دولار أمريكي                 | 14.19 ألف                    | 40.23 ألف                       |
| مؤشر التنمية البشرية                                      | 0.745                        | 0.907                           |
| رمز المكالمات الدولي                                      | +213                         | +44                             |
| رمز الإنترنت                                              | .dz                          | .uk، .gb                        |
| المنطقة الزمنية                                           | ت ع م+01:00                  | توقيت غرينيتش، توقيت غرب أوروبا |

## مدن متوأمة
في ما يلي قائمة باتفاقيات التوأمة بين مدن جزائرية وبريطانية:
- ترتبط الجزائر مع لندن باتفاقية توأمة منذ 1998.

## منظمات دولية مشتركة
يشترك البلدان في عضوية مجموعة من المنظمات الدولية، منها:
| علم المنظمة | اسم المنظمة                               | تاريخ انضمام الجزائر | تاريخ انضمام المملكة المتحدة |
| ----------- | ----------------------------------------- | -------------------- | ---------------------------- |
|             | مؤسسة التنمية الدولية                     | 26 سبتمبر 1963       | 24 سبتمبر 1960               |
|             | يونسكو                                    | 15 أكتوبر 1962       | 4 نوفمبر 1946                |
|             | وكالة ضمان الاستثمار متعدد الأطراف        | 4 يونيو 1996         | 12 أبريل 1988                |
|             | الأمم المتحدة                             | 8 أكتوبر 1962        | 24 أكتوبر 1945               |
|             | الفريق المعني برصد الأرض                  | 2005                 | ?                            |
|             | الاتحاد البريدي العالمي                   | ?                    | ?                            |
|             | البنك الدولي للإنشاء والتعمير             | 26 سبتمبر 1963       | 27 ديسمبر 1945               |
|             | المنظمة الهيدروغرافية الدولية             | ?                    | ?                            |
|             | الاتحاد الدولي للاتصالات                  | 3 مايو 1963          | 24 فبراير 1871               |
|             | منظمة حظر الأسلحة الكيميائية              | ?                    | ?                            |
|             | مؤسسة التمويل الدولية                     | 23 سبتمبر 1990       | 20 يوليو 1956                |
|             | المركز الدولي لتسوية المنازعات الاستشارية | 22 مارس 1996         | 18 يناير 1967                |
|             | منظمة التجارة العالمية                    | ?                    | 1995                         |
|             | منظمة الشرطة الجنائية الدولية             | ?                    | ?                            |
|             | البنك الإفريقي للتنمية                    | ?                    | ?                            |

## وصلات خارجية
- موقع وزارة الخارجية الجزائرية
- موقع وزارة الخارجية البريطانية